# Jacobo Ucha
Ucha  Rodríguez est un nom espagnol. Le premier nom de famille, en général paternel, est Ucha ; le second, en général maternel, souvent omis, est Rodríguez.
Jacobo Ucha Rodríguez,, né le 3 avril 1993 à O Porriño Galice, est un coureur cycliste espagnol.

## Biographie
En 2010, Jacobo Ucha termine cinquième du Tour du Portugal juniors (moins de 19 ans). L'année suivante, il obtient diverses places d'honneur sur des étapes de la Vuelta al Besaya, une course internationale juniors. Il court ensuite dans la réserve de l'équipe Caja Rural et au CC Rías Baixas lors de ses quatre saisons espoirs (moins de 23 ans). Durant cette période, il obtient une victoire sur une course portugaise et diverses places d'honneur chez les amateurs 
En avril 2016, il passe professionnel au sein de l'équipe continentale Rádio Popular-Boavista, au Portugal. Principalement équipier, il participe au Tour des Asturies, au Tour de la Communauté de Madrid, au Grand Prix Beiras et Serra da Estrela ainsi qu'à diverses épreuves du calendrier national portugais. En 2017, il intègre la formation W52-FC Porto, vainqueur des quatre dernières éditions du Tour du Portugal. 
Non conservé, il redescend finalement chez les amateurs en 2018, à l'UC Maia. Sous ses nouvelles couleurs, il remporte la dernière étape des Quatre Jours d'Orense et termine huitième de la Clásica de Pascua en Espagne.

## Palmarès
- 2010
  - Prologue du Tour du Portugal juniors (contre-la-montre par équipes)
- 2014
  - Circuito Festas de Lousada
- 2015
  - 3e du Circuit d'Escalante
- 2018
  - 4e étape des Quatre Jours d'Orense